# İsmail Köybaşı
İsmail Köybaşı, född 10 juli 1989, är en turkisk fotbollsspelare som spelar för Göztepe. Han spelar även för det turkiska landslaget.

## Karriär
Den 5 oktober 2020 värvades Köybaşı av Çaykur Rizespor, där han skrev på ett ettårskontrakt. Den 21 juli 2021 värvades Köybaşı av Trabzonspor, där han skrev på ett tvåårskontrakt med option på ytterligare ett år.
Den 16 augusti 2022 värvades Köybaşı av Göztepe, där han skrev på ett tvåårskontrakt med option på ytterligare ett år.